# HTC U11+
Das HTC U11+ (auch U11 Plus) ist ein Android-basiertes Smartphone, das vom Hersteller HTC als Teil seiner U-Serie produziert und verkauft wird.
Es wurde am 2. November 2017 vorgestellt und ist der Nachfolger des HTC U11 vom Mai desselben Jahres.

## Technik

### Hardware
Das HTC U11+ hat ein Glasgehäuse mit einem Aluminiumrahmen, der druckempfindliche Punkte beinhaltet, mit denen die Edge-Sense-Funktionalität realisiert wird. Es ist mit einem 6 Zoll großen Quad-HD-Super-LCD-6-Display (2880 × 1440 Pixel) ausgestattet und besitzt ein Bildschirmverhältnis von 18:9. Das Glas der Vorderseite ist Gorillaglas 5, das der Rückseite Gorillaglas 3.
Die Kamera auf der Rückseite hat 12 Megapixel mit 1,4 μm großen Pixeln und eine ƒ/1,7-Öffnung. Sie hat eine optische Bildstabilisierung (OIS) und einen UltraSpeed-Autofokus. Weiterhin steht ein Doppel-LED-Blitz zur Verfügung. Videos können in 4K und in FullHD mit maximal 120 fps aufgenommen werden.
Die Kamera auf der Vorderseite besitzt 8 Megapixel bei einer Blende von ƒ/2,0 und einem Sichtfeld von 85°.
Das HTC U11+ ermöglicht 3D-Tonaufnahme mit vier Mikrofonen. Weiterhin ist die BoomSound™-Technologie verbaut und es werden Hi-Res Audio-Stereo-Aufnahmen ermöglicht. Das Smartphone wird mit IP68 eingestuft, weist Staub und Spritzer ab und ist unter 1 Meter in Frischwasser bis zu 30 Minuten dicht, was unter Laborbedingungen überprüft wurde.
Das Smartphone wird mit einem Snapdragon 835 ausgeliefert und ist mit 6 GB LPDDR4 RAM sowie 128 GB Speicher ausgestattet. Die Dual-Sim-Variante, welche mit einem Hybrid-Slot geliefert wird, kann um eine microSD-Karte mit bis zu 2 TB erweitert werden.

### Software
Das HTC U11 wird mit Android 8.0 mit HTC Sense 9.5 ausgeliefert. Google Assistant und Amazons Alexa sind vorinstalliert.